# M1128 ストライカーMGS
M1128 ストライカーMGS（M1128 Stryker Mobile Gun System, MGS）は、アメリカ陸軍ストライカー旅団で運用される装輪式自走砲である。
スイスのモワク社によって開発されたピラーニャIIIをベースにジェネラル・ダイナミクス・ランド・システムズ・カナダ（GDLS Canada）が製造しているストライカーシリーズの車種で、主武装としてM68A2 105mm戦車砲を装備している。

## 概要
主砲であるM68A2 105mm戦車砲は、元々イギリスで開発されたロイヤル・オードナンス L7戦車砲をアメリカ軍仕様として国産化したライフル砲で、M60パットンやセンチュリオンなど、西側諸国の多くの国の主力戦車の主砲として採用されていた。これを搭載するM1128の砲塔は、ジェネラル・ダイナミクスが買収したテレダイン社の、1980年代の軽戦車（AGS）のコンペのための試作車からの流用である。自動装填装置の採用により装填手はおらず、車長および砲手は砲塔リング下のバスケット内に収まるため、砲塔の前面投影面積は非常に小さなものになっている。車内に18発の砲弾を搭載可能で、毎分5、6発の射撃速度を持つ。M68は対戦車砲としても優秀であるが、M1128の主な任務はストライカー旅団で歩兵の火力支援を行うことであり、対戦車戦闘を主任務として考えられた車両ではない。ストライカー旅団における対戦車戦闘は、主にM1134 ストライカーATGMが担当する。
M1128の105mm砲は、4種類の砲弾を運用可能である。M900運動エネルギー弾は装甲車両への攻撃、M456A2成形炸薬弾は非装甲車両や敵兵士への攻撃、M393A3粘着榴弾はバンカー内の敵兵や隠れた敵狙撃兵への攻撃や壁を破壊して歩兵の侵入路を確保するなどの用途、そして、M1040キャニスター弾（散弾）は散開した敵兵への攻撃に使用される。
初期のM1128には空調システムが装備されていなかったため、コンピュータのオーバーヒートが多発し、また、兵士は冷却機能を持ったベストを着用するなどしていた。その後、改修により空調システムが装備された。
また、大型の砲塔のわりにはハッチが小さく、緊急時の脱出は容易ではない。原型となったストライカーの後尾にある観音開きの大型乗降扉はそのままだが、内側は自動装填装置で塞がっておりここからの乗降はできない。自動装填装置に修理の必要が発生した場合にも、兵士は車外に出て作業を行う必要がある。
M1128は2002年に最初のプロトタイプが完成し、アメリカ陸軍への部隊配備は2007年に行われた。米陸軍は総計142両のM1128を導入し、2013年の時点で各ストライカー旅団に27両、各大隊に9両ずつ配備されている。
2013年後期には、アメリカ軍はM1128を"空輸可能な装甲化された自走砲"として敵支配地域などへの侵入任務に運用することを検討した。これまでイラクやアフガニスタンで第82空挺師団がこういった侵入任務を行う際には攻撃航空機による支援を行っていたが、この方法は正確性に欠け、民間人に被害を出したり、隠匿された目標物を攻撃できなかったりという問題があった。この問題に対し、第18空挺軍団にM1128 ストライカーMGSを装備し、敵支配地域への侵入任務に使用するプランが考えられた。ジェネラル・ダイナミクス・ランド・システムズ・カナダは既存のM1128に対し、防御力の強化やサスペンションの強化などを行い、この任務に最適な車両を開発できると提案した。この車両はMPF（Mobile Protected Firepower - 機動防護火力）と呼称されており、2024年頃に配備予定とされていた。
しかし、アメリカ陸軍は主砲の旧式化や自動装填装置等のシステム上の問題を理由に、2022年の会計年度末までに全車両を退役させることを発表した。
|          | AMX-10RC                          | ルーイカット         | チェンタウロ          | M1128 MGS                         | 11式装輪突撃車                  | 16式機動戦闘車                    | チェンタウロII                         |
| -------- | --------------------------------- | -------------------- | --------------------- | --------------------------------- | ------------------------------- | --------------------------------- | -------------------------------------- |
| 画像     |                                   |                      |                       |                                   |                                 |                                   |                                        |
| 全長     | 6.24 m                            | 8.20 m               | 7.40 m                | 6.95 m                            | 8.00 m                          | 8.45 m                            | 7.40 m                                 |
| 全幅     | 2.95 m                            | 2.90m                | 3.05 m                | 2.72 m                            | 3.00 m                          | 2.98 m                            | 3.12 m                                 |
| 全高     | 2.60 m                            | 2.80 m               | 2.73 m                | 2.64 m                            | 約3.00 m                        | 2.87 m                            | 3.65 m                                 |
| 重量     | 17 t                              | 28.8 t               | 26 t                  | 18.77 t                           | 20 t                            | 約26 t                            | 30 t                                   |
| 最高速度 | 85 km/h                           | 120 km/h             | 108 km/h              | 100 km/h                          | 100 km/h                        | 100 km/h                          | 110 km/h                               |
| 乗員数   | 4名                               | 4名                  | 4名                   | 3名                               | 4名                             | 4名                               | 4名                                    |
| 主武装   | 48口径105mmライフル砲             | 62口径76mmライフル砲 | 52口径105mmライフル砲 | 51口径105mmライフル砲             | 105mmライフル砲                 | 52口径105mmライフル砲             | 45口径120mm滑腔砲 ないし 52口径105mm砲 |
| 副武装   | 12.7mm重機関銃M2×1 7.62mm機関銃×1 | 7.62mm機関銃×2       | 7.62mm機関銃×2        | 12.7mm重機関銃M2×1 7.62mm機関銃×1 | 12.7mm重機関銃×1 7.62mm機関銃×1 | 12.7mm重機関銃M2×1 7.62mm機関銃×1 | 7.62mm機関銃 ないし 12.7mm重機関銃     |

## 画像

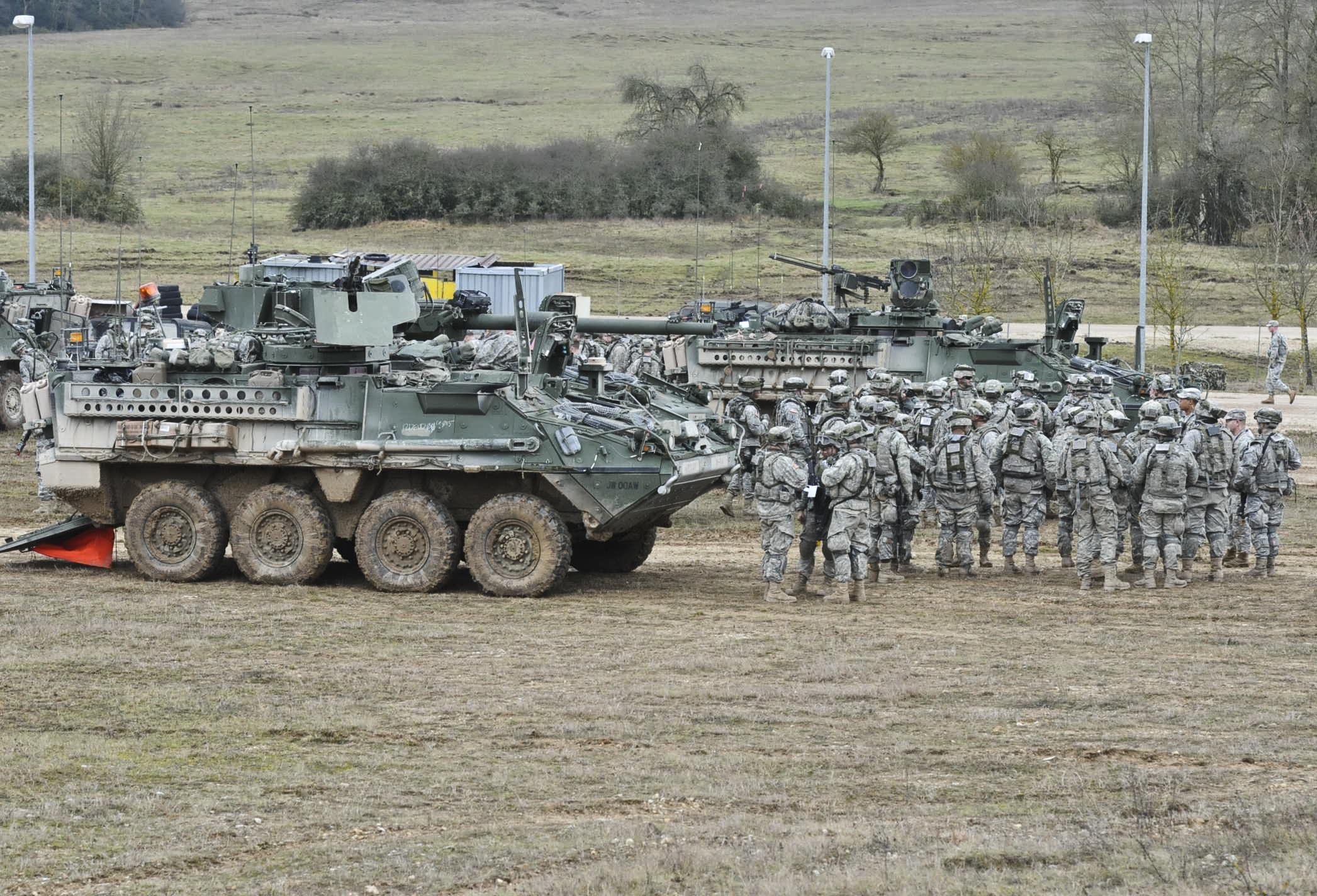
2015年の演習"アライド・スピリット I"に参加したM1128。M2重機関銃にシールドを取り付けている
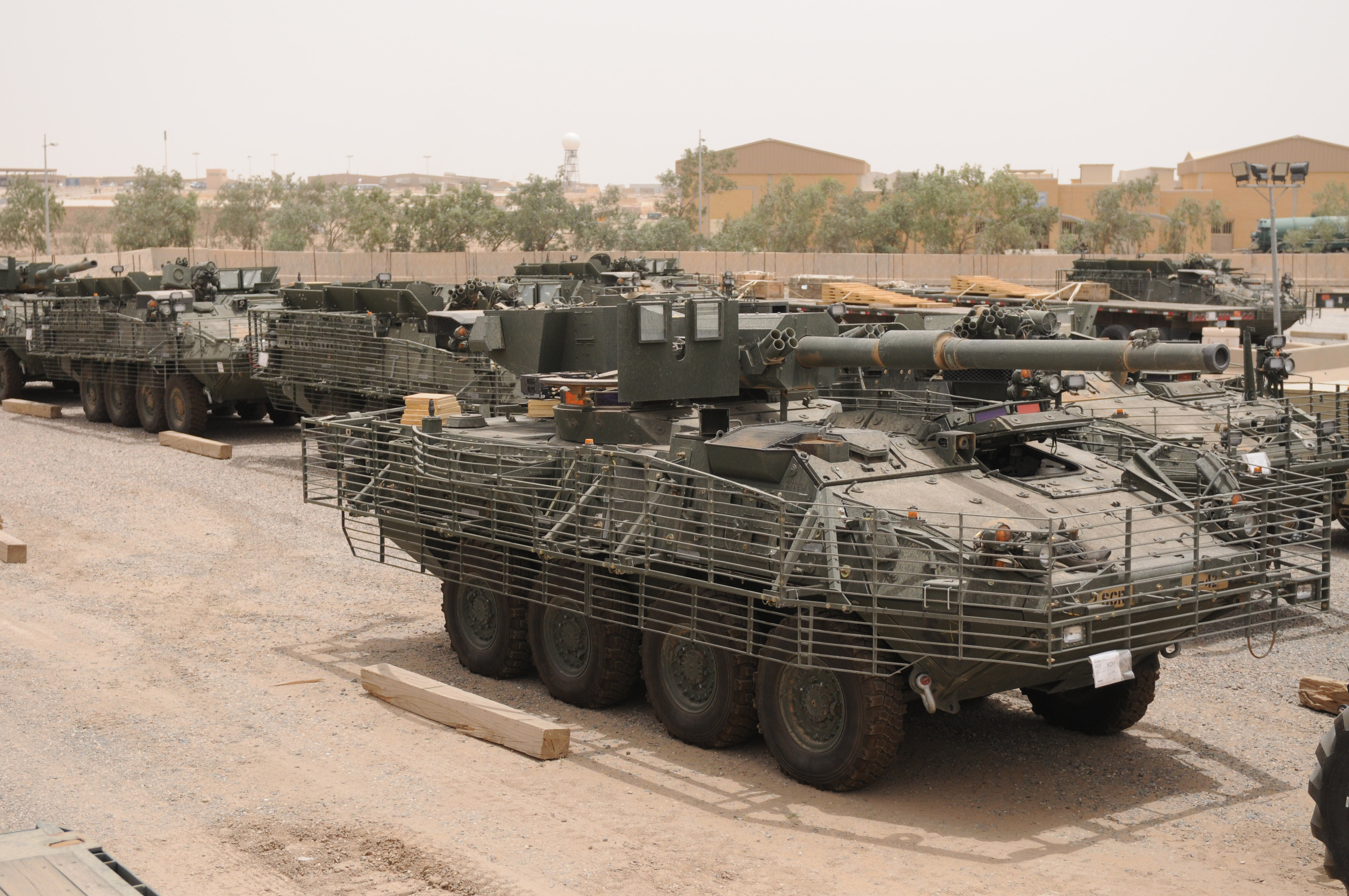
車体周囲にスラットアーマーを装着したM1128。2008年、アフガニスタン
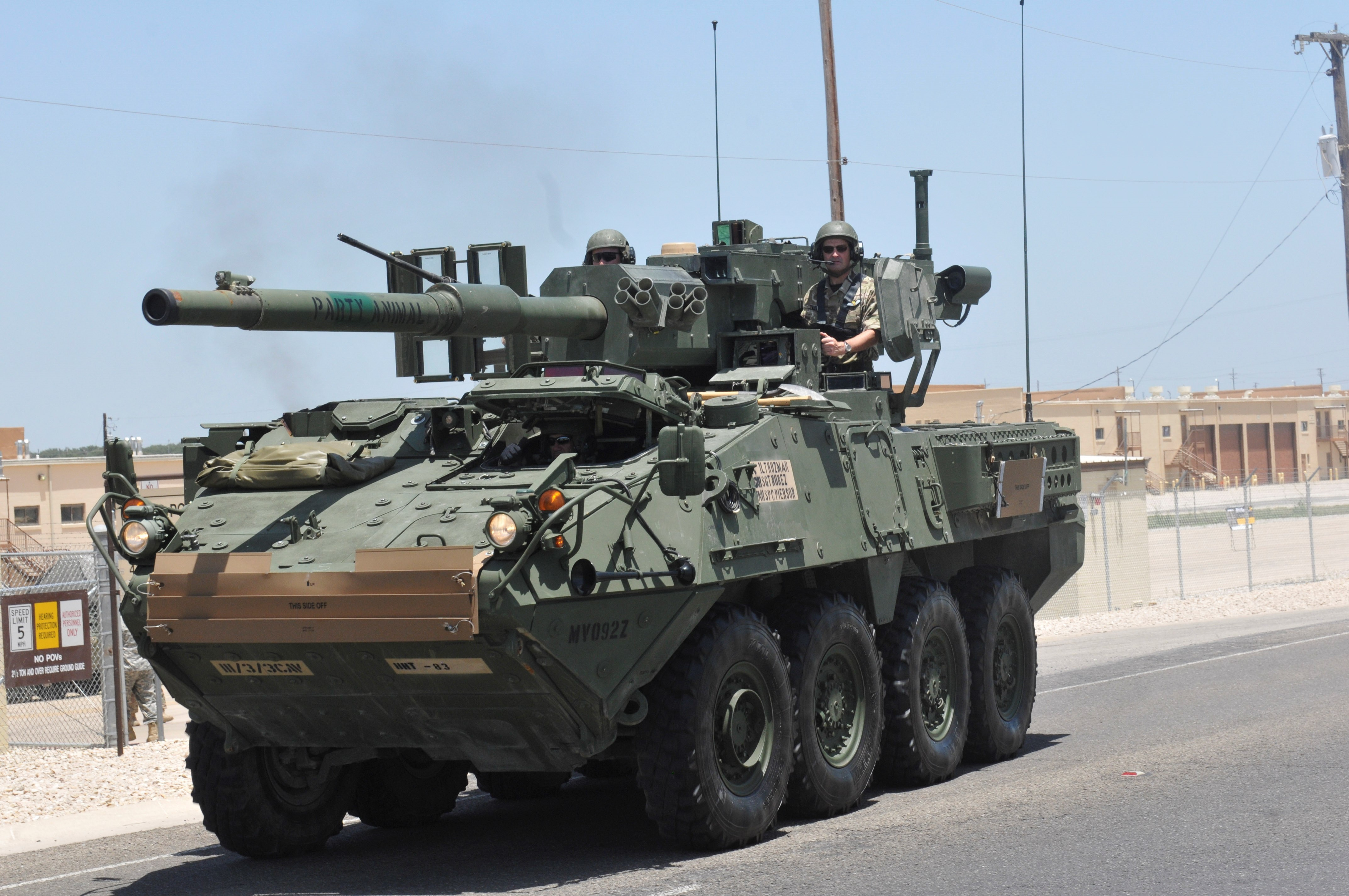
テキサス州フォート・フッド陸軍基地のM1128。2015年
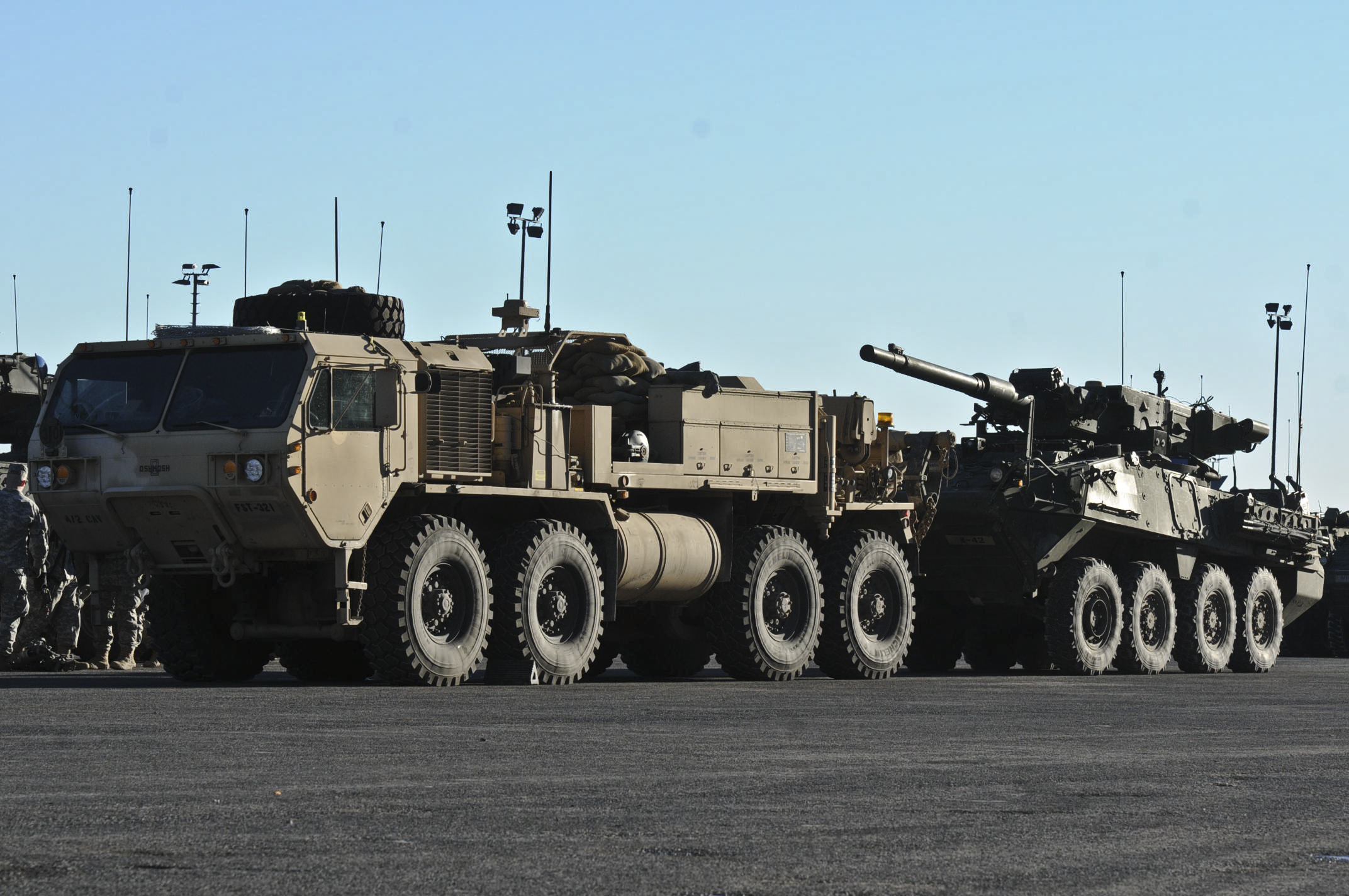
M984 HEMTTに牽引されるM1128
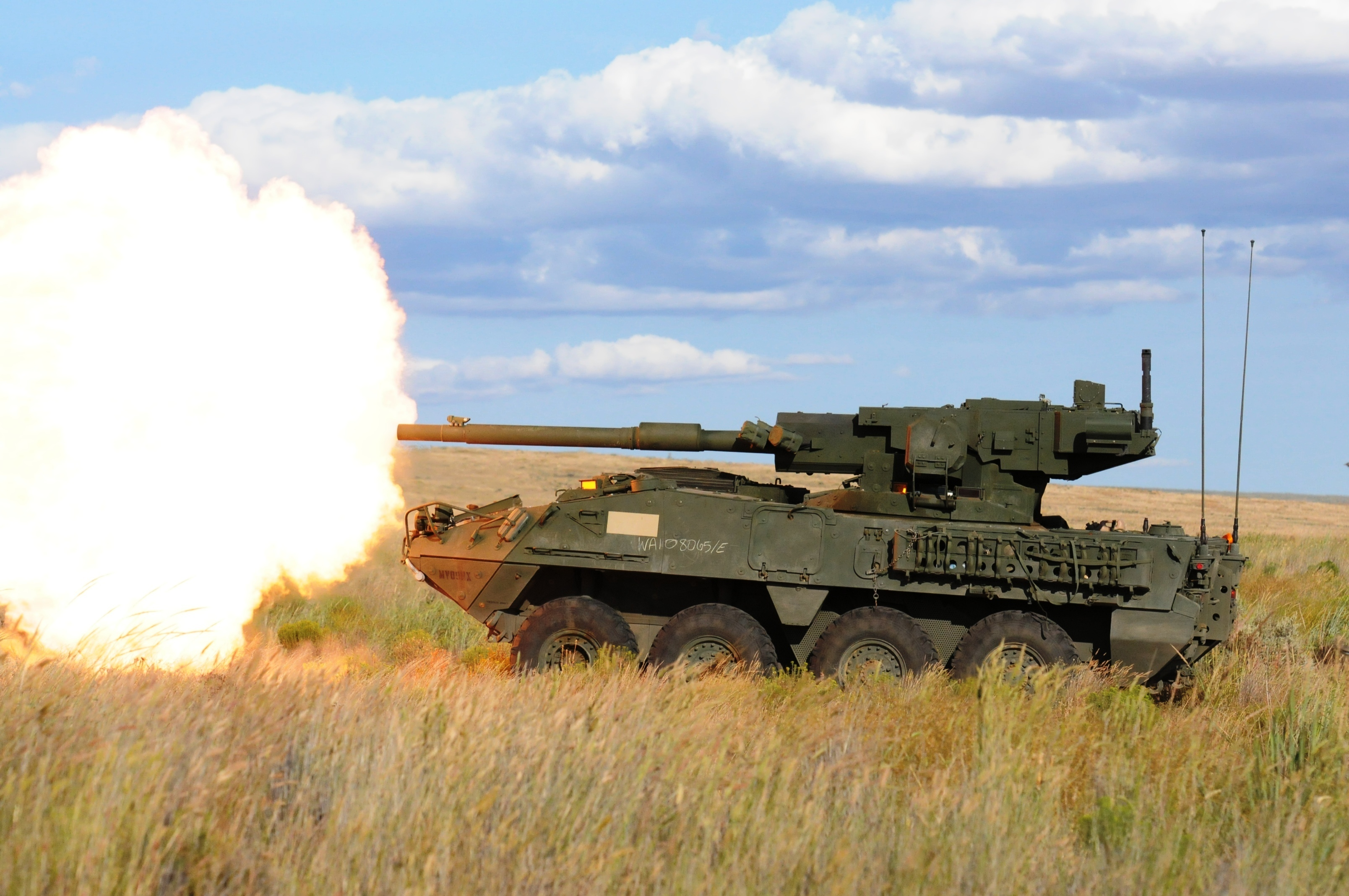
主砲を撃つM1128。2011年

## 登場作品

### アニメ
『GAMERA -Rebirth-』
第2話に多数登場。出現したジャイガーをハンヴィーと共に迎撃する。
『ゴルゴ13』
第21話『ガリンペイロ』においてゴルゴ13が武器を調達した企業の社内で待機している形で多数登場。

### ゲーム
『ARMA 2』
独立拡張パック"Operation Arrowhead"にMGSが登場し、プレイヤーやAIが操作可能。他にもICV・MC・CV・CEV・ATGMなど各種バリエーションが使用できる。
『Armored Warfare』
ディーラー、WölfliのTDルートTire8車両として「M1128 MGS」の名称で登場。開発を進めると追加装甲としてケージ装甲やERA、防護にAPSなどが装備可能。砲弾はAPFSDS、HESH、HEATが使用可能。
『War Thunder』
アメリカの陸軍ツリーにて開発することで、プレイヤーも使用できる。
『コール オブ デューティ モダン・ウォーフェア2』
Act I「チームプレイヤー」で登場し、民兵に向けて攻撃を行う他、博物館に模型が置いてある。
『大戦略シリーズ』
MGSの他、ICV・ATGMが登場。
『バトルフィールド3』
DLC「ArmerdKill」にて、追加されたマップに戦車駆逐車として実装。
『マーセナリーズ2 ワールド イン フレームス』
連合軍の装輪戦車として「ガーディアンアーティラリー」の名称で登場する。
『メタルギアソリッド4』
PMCの兵士がAct.IIで使用。